# Oliver Beerhenke
Oliver Beerhenke (* 31. Januar 1970 in Hannover) ist ein deutscher Comedian, Autor und Fernsehmoderator.

## Leben
Aufgewachsen ist er in Steinheim, einer kleinen Stadt in der Nähe von Paderborn. Als Stand-Up-Comedian ist Beerhenke seit 1998 tätig, davor versuchte er sich in unterschiedlichen Berufen, unter anderem als Tennislehrer und Reiseleiter. Aktuell arbeitet er als Comedian, Betreiber eines Escape Rooms und Ausbilder für Sonartechnik.
Beerhenke begann zudem ein Medienpädagogik-Studium an der Universität Bielefeld.
2004 gewann er die zweite Staffel des Talentwettbewerbs Star Search auf Sat.1 in der Kategorie Comedy.
Beerhenke moderierte seit Dezember 2005 zusammen mit Andrea Göpel die RTL-Clipshow Upps! – Die Super-Pannenshow und tritt mit seinem Bühnenprogramm auf verschiedenen Bühnen Deutschlands auf, zuletzt im Quatsch Comedy Club in Berlin.
Ebenfalls in Erscheinung getreten ist Beerhenke in Gastrollen in verschiedenen Comedy-Formaten wie zum Beispiel Der König von Kreuzberg oder Deich TV (beide Sat.1). Im September 2006 übernahm er die künstlerische Leitung des Comedyclubs „Schenkelklopfer“ in Neuss. Dort präsentierte er einmal im Monat jeweils drei Comedians im Stile des Quatsch Comedy Club. Vom Januar 2007 bis März 2008 moderierte Beerhenke auf Super RTL die Internetclipshow Webmix, 2008 moderierte er zusammen mit Andrea Göpel das RTL-Format Alarm auf der Waage (1. Mai 2008).
Zwischen Februar 2008 und Dezember 2008 realisierte Beerhenke ein 6-teiliges Impro-Comedy-Projekt mit dem Namen Lachhaft – Comedy im Knast in Krefeld, wo er unter anderem zusammen mit Sascha Korf, Lisa Feller und Edno Bommel Improvisations-Theater aufführte. 2009 wurde das Konzept in eine klassische Stand-up Mixed-Show umgewandelt. Ende 2009 wurde das Projekt wie vorgesehen wieder beendet.
Im April 2008 nahm Beerhenke an der Castingsendung Bully sucht die starken Männer teil. Er bewarb sich für die Rolle des Faxe und schied im „Halbfinale“ der Sendung am 13. Mai 2008 aus.
Am 26. April 2009 war er in der VOX-Sendung Das perfekte Promi-Dinner zusammen mit Kelly Trump, Theo West und Michael Wendler zu sehen.
In den Jahren 2010 und 2011 stellte er beim traditionellen Politikerderblecken bei der Starkbierprobe auf dem Nockherberg den SPD-Politiker Sigmar Gabriel im Singspiel dar. Die Sendung wurde auch live vom Bayerischen Rundfunk übertragen.
2010 wirkte Beerhenke in dem Film C.I.S. – Chaoten im Sondereinsatz mit und nahm an der RTL-II-Doku Das Tier in mir teil, und moderierte zusammen mit Vera Int-Veen das RTL-Format Die RTL Dokustars 2010.
2012 war Beerhenke im neuen Ensemble der Comedy-Serie Die dreisten Drei auf Sat.1 neben Mirco Nontschew und Sophia Thomalla zu sehen; die komplette Staffel wurde im November 2013 erstmals vollständig ausgestrahlt.
Am 16. April 2015 erschien sein erstes Buch „Pfundskerl – ein Kilo kommt selten allein“ im Bastei Lübbe Verlag. 
2016 entwickelte und realisierte er drei Escape-Game-Räume, welche er unter der im gleichen Jahr gegründeten Firma „X-it-Adventures“ in Bielefeld-Sennestadt betreibt.

## Fernsehen
- 2004: Star Search, Talentwettbewerb in Sat.1 (1. Platz)
- 2004: König von Kreuzberg, Sitcom (Sat.1)
- 2004: Deich TV, Gastrolle, Sitcom (Sat.1)
- 2005–2009: Upps! – Die Super-Pannenshow (RTL)
- 2007: Webmix, Internetclipshow (Super RTL)
- 2007: Entern oder Kentern, Gameshow (RTL)
- 2008: Alarm auf der Waage, Abnehmshow (RTL)
- 2008: Bully sucht die starken Männer, Castingshow
- 2009: Das perfekte Dinner (VOX)
- 2010: Bernd & Friends (KiKA)
- 2010: C.I.S. – Chaoten im Sondereinsatz, Gastrolle (RTL)
- 2010: Das Tier in mir, Doku (RTL II)
- 2010: Die RTL Dokustars 2010, Moderation (RTL)
- 2010: Singspiel am Nockherberg, Rolle des Sigmar Gabriel (BR)
- 2011: Singspiel am Nockherberg, Rolle des Sigmar Gabriel (BR)
- 2012: Der Dieb von Bagdad, Hauptrolle: Kalif (ProSieben)
- 2012–2013: Die Dreisten Drei – jetzt noch dreister, Comedyserie (Sat.1)
- 2013: KRASS – Die dümmsten Verbrecher der Welt! (RTL II)
- 2014: Frauendingsbums – Attraktives Halbwissen (sixx)
- 2014: Gamecraft (DMAX)
- 2014–2016: Jetzt wird’s schräg (Sat.1)
- 2015: Dings vom Dach (hr)
- 2015: Habe die Ehre (BR)
- 2015: NRW-Duell (WDR)
- 2015: So gesehen – Der Talk am Sonntag (Sat.1)
- 2015–2017: Dings vom Dach (hr)
- 2016–2017: Freunde in der Mäulesmühle (SWR)
- 2018: Was kann ich? (RTL2)
- 2019: Vorsicht Falle, Trickbetrüger (ZDF)
- 2019: True Story (VOX)
- 2020: Luke - die great night show
- 2021: Gag Attack, Ausbilder an der Superheldenakademie, (DisneyChannel)